# Earl Roberts

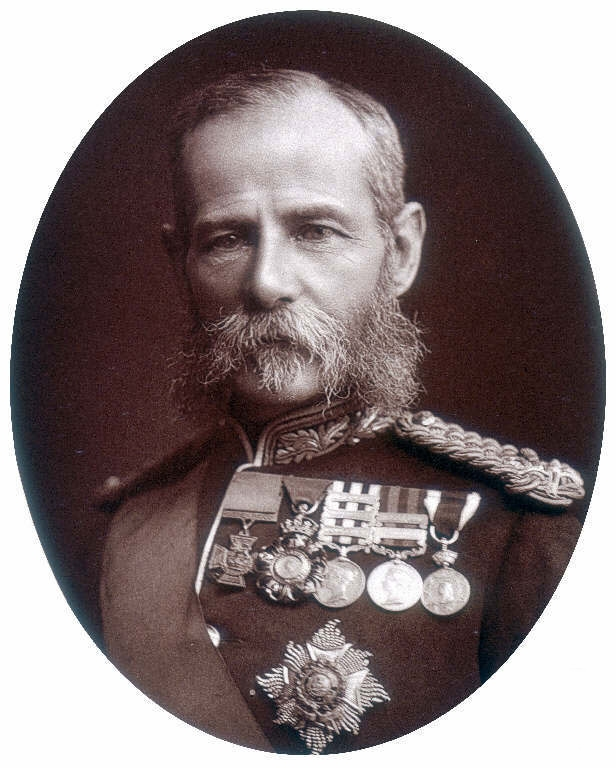
Frederick Roberts, 1. Earl Roberts

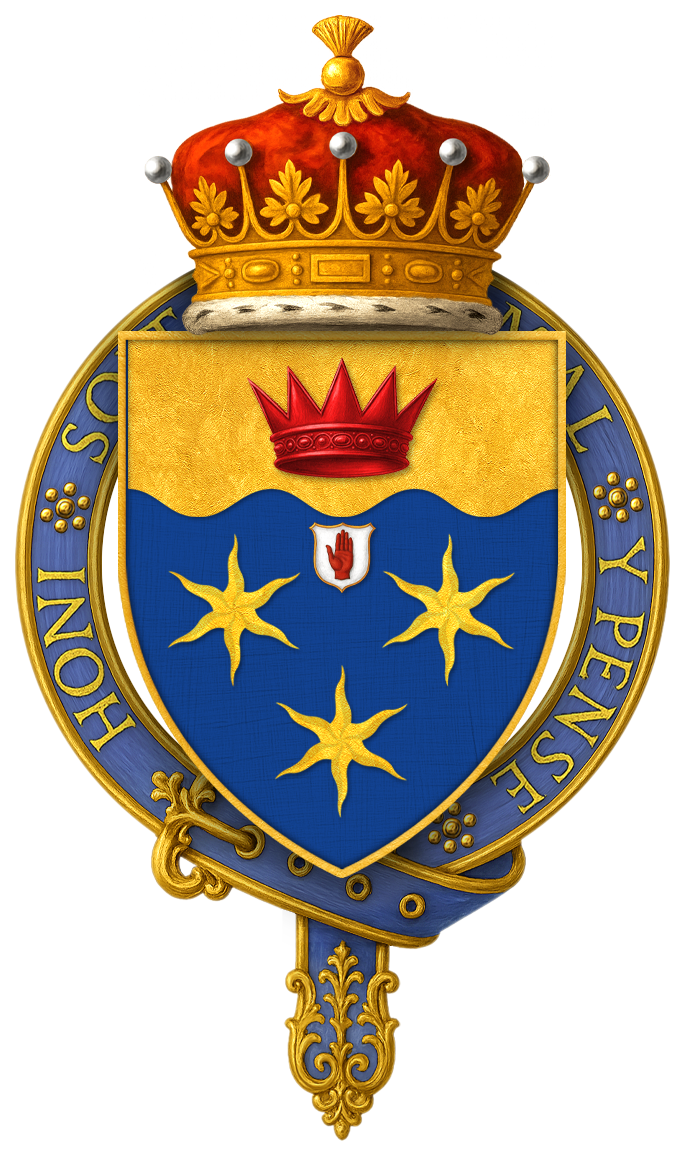
Wappen des Frederick Roberts, 1. Earl Roberts

Earl Roberts, of Kandahar in Afghanistan and Pretoria in the Transvaal Colony and of the City of Waterford, war ein erblicher britischer Adelstitel in der Peerage of the United Kingdom.

## Verleihung und nachgeordnete Titel
Der Titel wurde am 11. Februar 1901 an den Feldmarschall Frederick Roberts, 1. Baron Roberts verliehen. Zusammen mit der Earlswürde wurde ihm der nachgeordnete Titel Viscount St. Pierre verliehen. Beide Titel wurden mit dem besonderen Vermerk verliehen, dass sie in Ermangelung männlicher Nachkommen auch an dessen Töchter und deren männliche Nachkommen vererbbar seien.
Die territoriale Widmung des Titels auf Kandahar und Pretoria bezieht sich auf die Schlacht von Kandahar am 1. September 1880 im Zweiten Anglo-Afghanischen Krieg und die Eroberung Pretorias am 5. Juni 1900 im Zweiten Burenkrieg, bei denen sich Roberts als Befehlshaber besonders aufgezeichnet hatte.
Bereits am 15. Juni 1881 war er in der Baronetage of the United Kingdom zum Baronet, of the Army, und am 20. Februar 1892 in der Peerage of the United Kingdom zum Baron Roberts, of Kandahar in Afghanistan and of the City of Waterford, erhoben worden.
Da seine Söhne vor ihm starben, erloschen mit dem Tod des Earls dessen Barons- und Baronettitel. Der Earls- und Viscounttitel fiel gemäß dem besonderen Vermerk an seine Tochter Aileen als 2. Countess. Da Aileen unverheiratet und kinderlos blieb, fielen die beiden Titel bei deren Tod 1944 an deren jüngste Schwester Ada als 3. Countess, und erloschen schließlich, da deren einziger Sohn Frederick 1940 in Norwegen gefallen war, bei deren Tod am 21. Februar 1955.

## Earls Roberts (1901)
- Frederick Roberts, 1. Earl Roberts (1832–1914)
- Aileen Mary Roberts, 2. Countess Roberts (1870–1944)
- Ada Edwina Stewart Levin, 3. Countess Roberts (1875–1955)